# Slät vitriska
Slät vitriska (Lactarius piperatus) är en svampart som först beskrevs av L., och fick sitt nu gällande namn av Christiaan Hendrik Persoon 1797. Slät vitriska ingår i släktet riskor och familjen kremlor och riskor.  Arten är reproducerande i Sverige. Inga underarter finns listade i Catalogue of Life.

## Källor

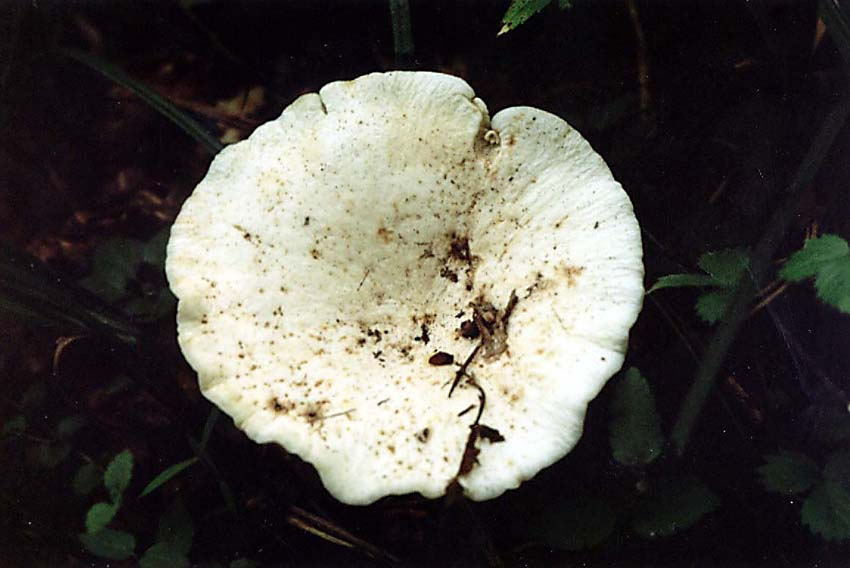
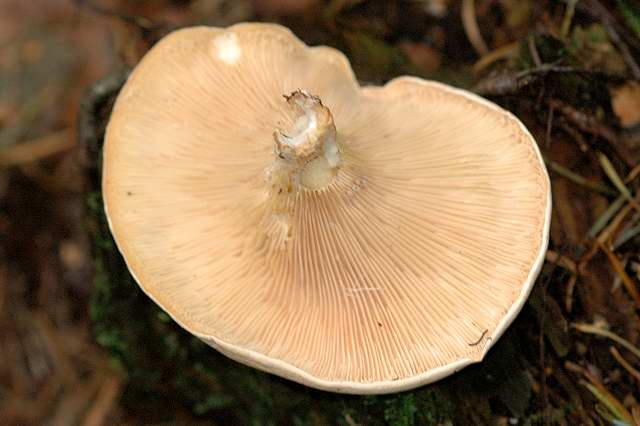
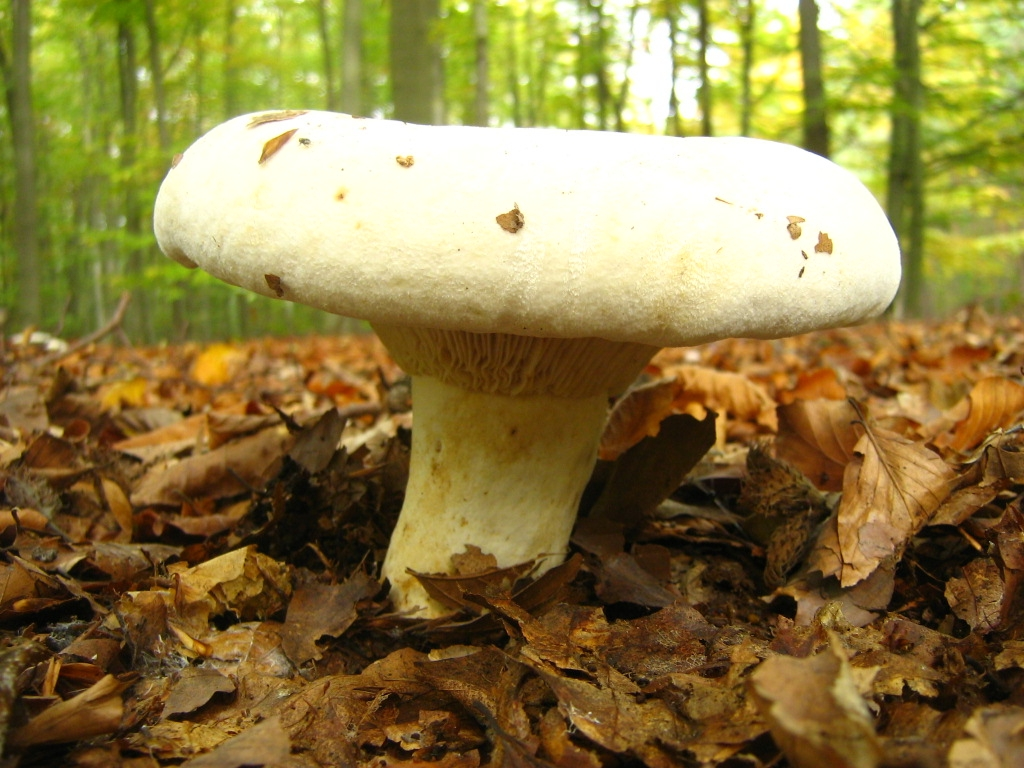
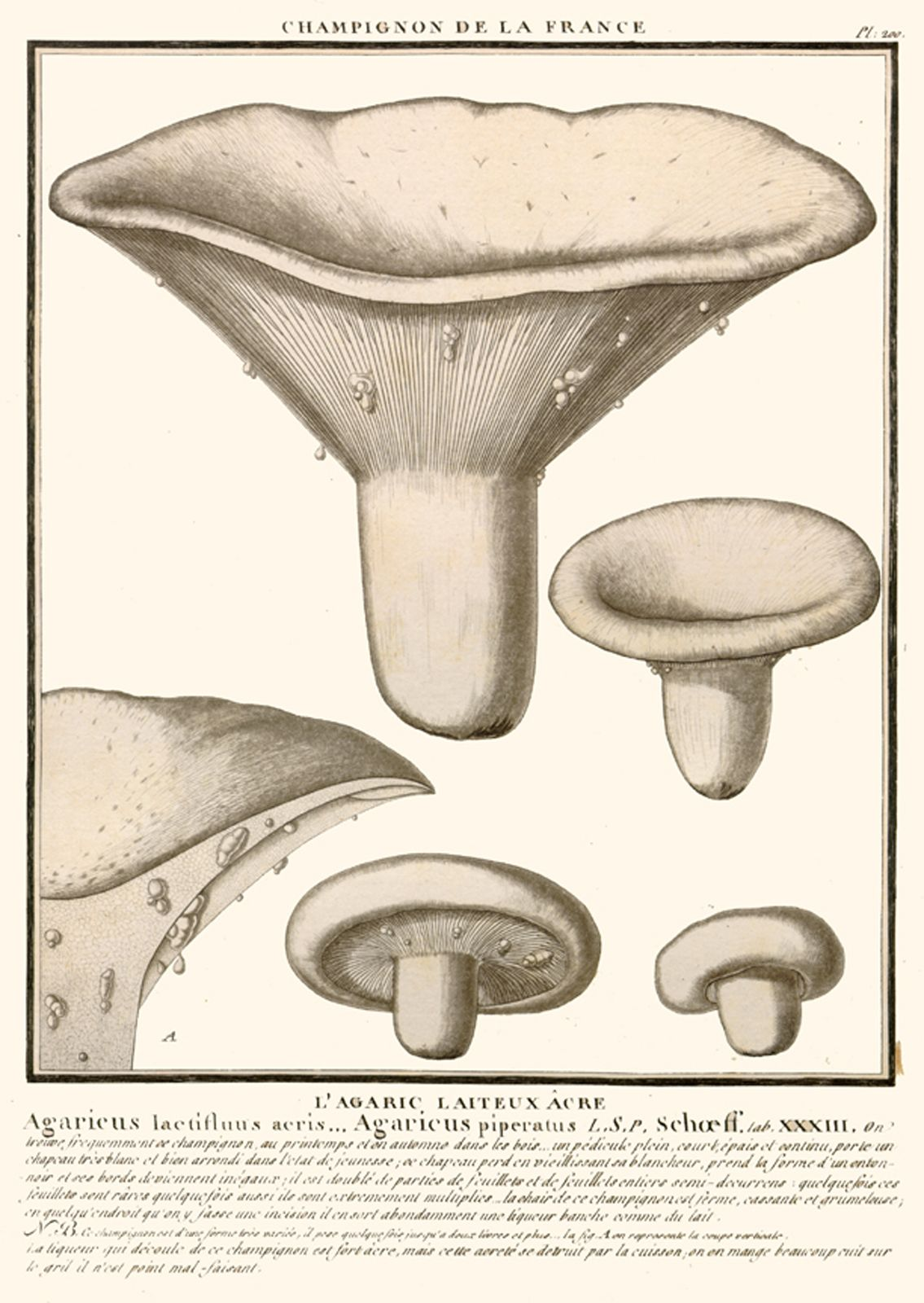
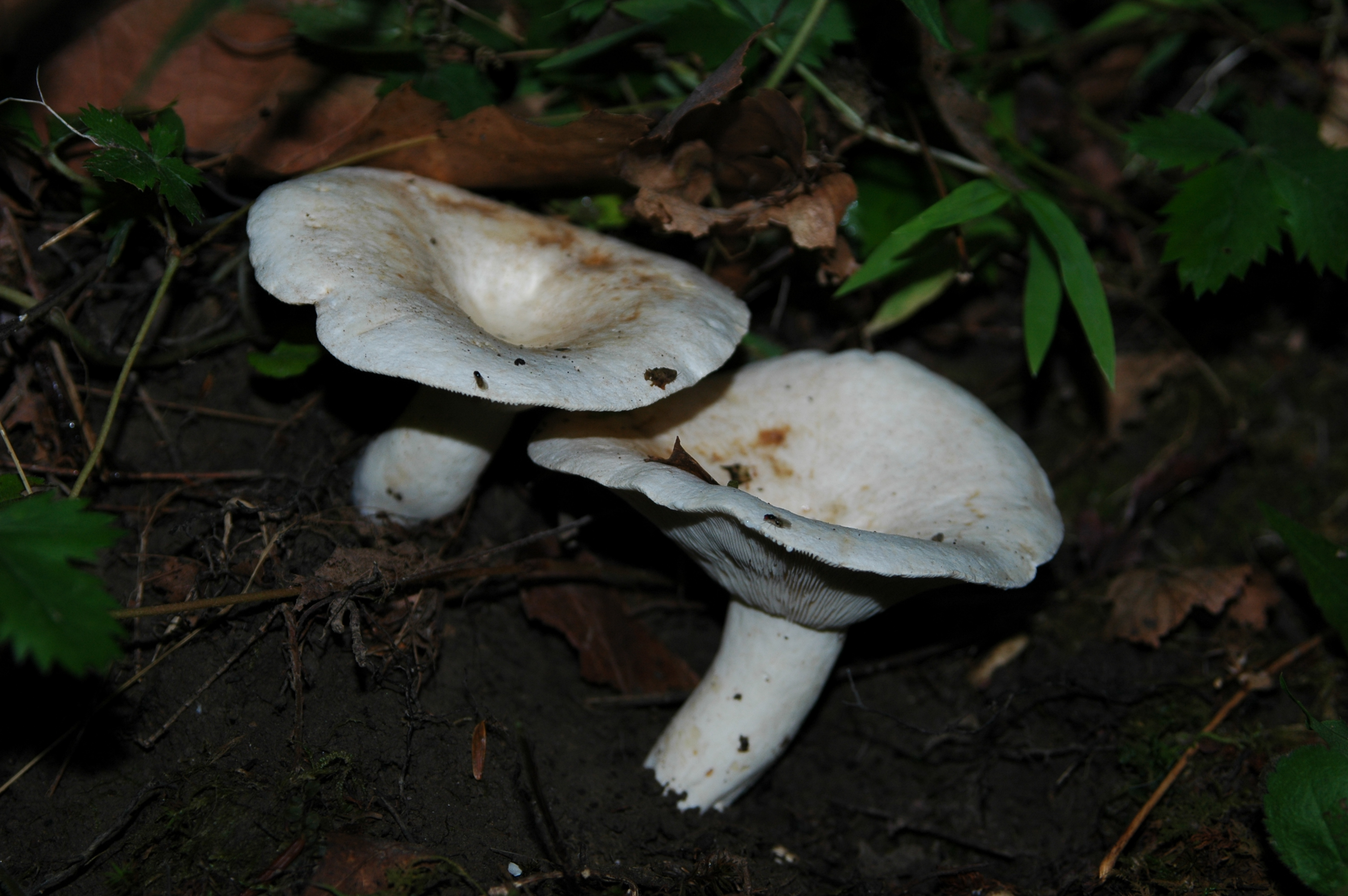
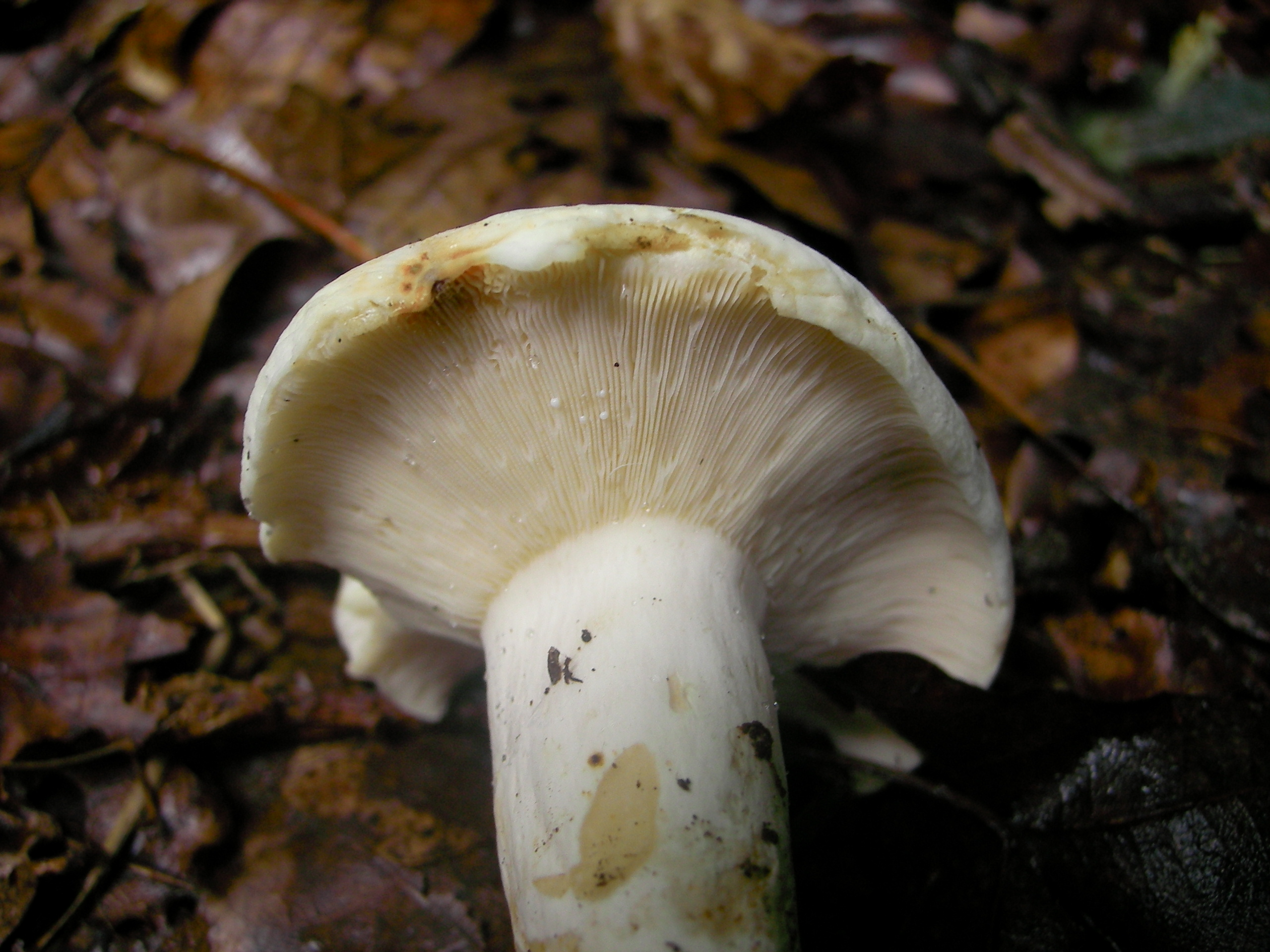